# Universal Studios Hollywood
Universal Studios Hollywood ― киностудия и тематический парк в районе долины Сан-Фернандо округа Лос-Анджелес, штат Калифорния. Около 70 % студии находится на неинкорпорированной территории, известной как Юниверсал-Сити, в то время как остальная часть находится в пределах городской черты Лос-Анджелеса. Это одна из старейших и самых известных голливудских киностудий, которая все еще используется. Его официальный маркетинговый заголовок ― Развлекательная столица Лос-Анджелеса. Изначально он был создан для того, чтобы предлагать экскурсии по настоящим декорациям Universal Studios, и является первым из многих полноценных тематических парков компании, расположенных по всему миру.
За пределами тематического парка было построено новое полностью цифровое сооружение рядом с выставочной площадкой Universal Pictures, чтобы объединить все операции NBCUniversal на Западном побережье в одной области. В результате нынешний дом для KNBC, KVEA и NBC News с бюро Noticias Telemundo в Лос-Анджелесе с новым цифровым оборудованием находится на участке Universal, ранее занимаемом Technicolor SA. Universal City включает отели Universal Hilton & Towers, отель Sheraton Universal и Universal CityWalk, который предлагает ряд магазинов, ресторанов, кинотеатр Universal с 18 экранами и семиэтажный кинотеатр IMAX. В 2017 году парк принял 9,056 миллиона гостей, заняв 15-е место в мире и 9-е место среди парков Северной Америки.